# Cosmos 1
Cosmos 1 (en cirílico, Космос 1), también conocido como DS-2 #1 y a veces citado como Sputnik 11, fue un satélite artificial soviético perteneciente a la clase de satélites DS y lanzado el 16 de marzo de 1962 a las 11:59 GMT mediante un cohete Cosmos-2I desde Kapustin Yar.

## Objetivos
El objetivo de Cosmos 1 fue realizar estudios ionosféricos y hacer de demostrador tecnológico, verificando el buen funcionamiento del cohete lanzador.

## Características
Cosmos 1 fue el primer satélite de la serie Cosmos y el primero de la clase DS en alcanzar órbita. Fue inyectado en una órbita de 207 km de perigeo y 649 km de apogeo, con una inclinación orbital de 49 grados y un periodo de 93,1 minutos. Reentró en la atmósfera el 25 de mayo de 1962.